# Leonardo Cimino
Pour les articles homonymes, voir Cimino.
Leonardo Cimino est un acteur américain d'origine italienne, né le 4 novembre 1917 à New York (État de New York) et mort le 3 mars 2012 à Woodstock (État de New York).

## Biographie
Durant sa carrière, Leonardo Cimino est très actif au théâtre et joue notamment dans sa ville natale, à Broadway et Off-Broadway, entre 1946 et 1986, dans vingt-neuf pièces et une comédie musicale (The Liar, produite à Broadway en 1950, d'après la pièce éponyme — titre original : Il bugiardo — de Carlo Goldoni, avec Martin Balsam et Walter Matthau).
À Broadway, sa première pièce est Cyrano de Bergerac d'Edmond Rostand, représentée d'octobre 1946 à mars 1947, aux côtés de José Ferrer (qu'il retrouve à plusieurs reprises en 1948) dans le rôle-titre. La dernière est The Iceman Cometh d'Eugene O'Neill, en 1985, avec Donald Moffat et Jason Robards. Dans l'intervalle, mentionnons Le Canard sauvage d'Henrik Ibsen (1951-1952, avec Mildred Dunnock et Maurice Evans) et La Résistible Ascension d'Arturo Ui de Bertolt Brecht (1963, avec Christopher Plummer et Elisha Cook Jr.).
Off-Broadway, il joue pour la première fois dans Électre de Jean Giraudoux (1954), et pour la dernière fois dans Hamlet de William Shakespeare (1986, avec Kevin Kline dans le rôle-titre). Entretemps, citons The Caretaker d'Harold Pinter (1964, déjà avec Donald Moffat), ainsi que La Comédie des erreurs du même Shakespeare (1975, avec Ted Danson et Danny DeVito). Et observons qu'il est assistant-metteur en scène (unique expérience à ce titre) de la pièce Brother Gorski d'Emanuel Fried (en), représentée Off-Broadway en 1973.
Au cinéma, Leonardo Cimino contribue à seulement vingt-sept films américains, sortis entre 1961 et 2007 (le dernier est 7 h 58 ce samedi-là (Before the Devil Knows You're Dead) de Sidney Lumet, avec Philip Seymour Hoffman et Albert Finney). Parmi ses autres films, mentionnons Stardust Memories de Woody Allen (1980, où il est l'analyste de l'acteur-réalisateur), Dune de David Lynch (1984, dans le rôle du médecin personnel du baron Vladimir Harkonnen, personnifié par Kenneth McMillan), ou encore Hudson Hawk, gentleman et cambrioleur de Michael Lehmann (1991, où il incarne Le Cardinal, aux côtés de Bruce Willis, Danny Aiello et Andie MacDowell).
À la télévision enfin, de 1959 à 2000, il apparaît dans huit téléfilms et dix-neuf séries, dont Kojak (première série, trois épisodes, 1974-1976) et V (première mini-série, 1983).
Il meurt le 3 mars 2012 d'une maladie pulmonaire obstructive chronique à l'age de 94 ans à Woodstock.

## Théâtre
(pièces, comme acteur, sauf mention contraire)

### À Broadway
- 1946-1947 : Cyrano de Bergerac d'Edmond Rostand, adaptation de Brian Hooker, musique de scène de Paul Bowles, produite par José Ferrer, avec Francis Compton, José Ferrer
- 1948 : Volpone de Ben Jonson, adaptation de José Ferrer, Richard Whorf et Richard Barr (en), avec John Carradine, José Ferrer, Robert Earl Jones, Richard Whorf
- 1948 : L'Alchimiste (The Alchemist) de Ben Jonson, avec George Coulouris, José Ferrer, Ezra Stone, Ray Walston
- 1948 : S.S. Glencairn d'Eugene O'Neill, mise en scène de José Ferrer, avec George Coulouris, Ray Walston
- 1948 : De la vie des insectes (The Insect Comedy) de Josef et Karel Čapek, adaptation d'Owen Davis, mise en scène de José Ferrer, avec José Ferrer, Rita Gam, Alexander Scourby, Ray Walston
- 1950 : The Liar, comédie musicale, musique de John Mundy, lyrics d'Edward Eager, livret d'Alfred Drake et Edward Eager, d'après la pièce éponyme (titre original : Il bugiardo) de Carlo Goldoni, avec Martin Balsam, Russell Collins, Melville Cooper, Walter Matthau
- 1951-1952 : Le Canard sauvage (The Wild Duck) d'Henrik Ibsen, adaptation de Max Faber, avec Mildred Dunnock, Maurice Evans, Kent Smith
- 1958 : Handful of Fire de Richard Nash, avec Roddy McDowall, Mark Rydell
- 1958-1959 : La Puissance et la Gloire (The Power and the Glory), adaptation par Pierre Bost, Pierre Darbon et Pierre Quet du roman éponyme de Graham Greene, avec Tom Bosley, Fritz Weaver
- 1962 : Route des Indes (A Passage to India), adaptation par Santha Rama Rau du roman éponyme d'E. M. Forster, avec Gladys Cooper, Donald Moffat, Zia Mohyeddin, Eric Portman
- 1962 : Night Life de Sidney S. Kingsley, avec Walter Abel, Neville Brand, Raymond St. Jacques
- 1963 : La Résistible Ascension d'Arturo Ui (Arturo Ui) de Bertolt Brecht, adaptation de George Tabori, musique de scène de Jule Styne, mise en scène de Tony Richardson, avec Christopher Plummer, Elisha Cook Jr., Lionel Stander
- 1965 : Diamond Orchid de Jerome Lawrence et Robert E. Lee, mise en scène de José Quintero, avec Finlay Currie, Bruce Kirby
- 1968 : Mike Downstairs de George Panetta
- 1976 : Souvenir de deux lundis (A Memory of Two Mondays) d'Arthur Miller, avec Tom Hulce, John Lithgow, Meryl Streep
- 1976 : They knew what they wanted de Sidney Howard
- 1985 : The Iceman Cometh d'Eugene O'Neill, mise en scène de José Quintero, avec Barnard Hughes, Donald Moffat, Jason Robards

### Off-Broadway
- 1954 : Électre (Electra) de Jean Giraudoux, adaptation de Winifred Smith
- 1955-1956 : La Cerisaie (The Cherry Orchard) d'Anton Tchekhov, adaptation de Stark Young
- 1957-1958 : Les Frères Karamazov (The Brothers Karamazov), adaptation par Jack Sydow et Boris Tumarin du roman éponyme de Fiodor Dostoïevski
- 1959 : Vincent de Francis Gallagher
- 1963 : Monsieur Bonhomme et les Incendiaires (The Firebugs ou The Fire Raisers) de Max Frisch, adaptation de Mordecai Gorelik
- 1963-1964 : Corruption au palais de justice (Corruption in the Palace of Justice) d'Ugo Betti, adaptation d'Harry Reed
- 1964 : The Caretaker d'Harold Pinter, avec Norman Bowler, Donald Moffat
- 1965 : Matty and the Moron and Madonna d'Herbert Lieberman, mise en scène de José Quintero
- 1967 : The Dodo Bird d'Emanuel Fried
- 1973 : Brother Gorski d'Emanuel Fried (comme assistant-metteur en scène)
- 1975 : La Comédie des erreurs (The Comedy of Errors) de William Shakespeare, avec Ted Danson, Danny DeVito
- 1977 : Scribes de Barrie Keeffe
- 1982 : Trilogie du revoir (Three Acts of Recognition) de Botho Strauss, adaptation de Sophie Wilkins, avec William Atherton, Richard Jordan
- 1986 : Hamlet de William Shakespeare, avec Kevin Kline

## Filmographie partielle

### Au cinéma
- 1961 : Mad Dog Coll de Burt Balaban
- 1961 : Le Temps du châtiment (The Young Savages) de John Frankenheimer
- 1964 : The Confession de William Dieterle
- 1969 : Stiletto de Bernard L. Kowalski
- 1970 : Le Casse de l'oncle Tom (Cotton Comes to Harlem) d'Ossie Davis
- 1973 : Jeremy de Arthur Barron : Cello Teacher
- 1975 : The Man in the Glass Booth d'Arthur Hiller
- 1980 : Stardust Memories de Woody Allen
- 1980 : L'Impossible Témoin (Hide in Plain Sight) de James Caan
- 1982 : Amityville 2 : Le Possédé (Amityville II : The Possession) de Damiano Damiani
- 1982 : Monsignor de Frank Perry
- 1984 : Dune de David Lynch
- 1987 : Éclair de lune (Moonstruck) de Norman Jewison
- 1987 : The Monster Squad de Fred Dekker
- 1988 : La Septième Prophétie (The Seventh Sign) de Carl Schultz
- 1989 : Penn & Teller Get Killed d'Arthur Penn
- 1990 : Premiers pas dans la mafia (The Freshman) d'Andrew Bergman
- 1990 : Contre-enquête (Q & A) de Sidney Lumet
- 1991 : Hudson Hawk, gentleman et cambrioleur (Hudson Hawk) de Michael Lehmann
- 1993 : Household Saints de Nancy Savoca
- 1995 : Waterworld de Kevin Reynolds
- 1999 : Broadway, 39e rue (Craddle Will Rock) de Tim Robbins
- 2001 : Made de Jon Favreau
- 2007 : 7 h 58 ce samedi-là (Before the Devil Knows You're Dead) de Sidney Lumet

### À la télévision

#### Séries
- 1961 : Route 66 (titre original)
  - Saison 2, épisode 11 The Thin White Line de David Lowell Rich
- 1963 : Les Accusés (The Defenders)
  - Saison 3, épisode 9 The Seal of Confession
- 1974-1976 : Kojak, première série
  - Saison 2, épisodes 1 et 2 Crime de lèse-majesté, 1re et 2e parties (The Chinatown Murders, Parts I & II, 1974) de Jeannot Szwarc
  - Saison 4, épisode 12 Sous une mauvaise étoile (Black Thorn, 1976) de Charles S. Dubin
- 1983 : V, première mini-série
- 1986-1989 : Equalizer (The Equalizer)
  - Saison 2, épisode 7 Contre-feu (Counterfire, 1986)
  - Saison 4, épisode 9 La Dernière Danse (The Visitation, 1989) et épisode 14 Dix-sept code zébra (17 Zebra, 1989)
- 1996-2000 : New York, police judiciaire (Law and Order)
  - Saison 6, épisode 10 Les Blessures du passé (Remand, 1996)
  - Saison 10, épisode 13 Bouleversement (Panic, 2000)
- 1997 : Les Prédateurs (The Hunger)
  - Saison 1, épisode 3 Necros de Russell Mulcahy

#### Téléfilms
- 1961 : Give Us Barabbas ! de George Schaefer
- 1973 : À pleins chargeurs (Honor Thy Father) de Paul Wendkos
- 1980 : A Time for Miracles de Michael O'Herlihy
- 1983 : Will There Really Be a Morning ? de Fielder Cook
- 1991 : Dead and Alive : The Race for Gus Farace de Peter Markle